# بيتر روزنكرانز
بيتر روزنكرانز (بالألمانية: Peter Rosenkranz)‏ (مواليد 1 يوليو 1953) هو سبّاح ألماني، مثّل بلاده في الألعاب الأولمبية الصيفية 1972.

## روابط خارجية
بيتر روزنكرانز على موقع الاتحاد الدولي للسباحة (الإنجليزية)
- بيتر روزنكرانز على موقع أوليمبيديا (الإنجليزية)